# Юр'євка (Маріїнський округ)
Ю́р'євка (рос. Юрьевка) — присілок у складі Маріїнського округу Кемеровської області, Росія.

## Населення
Населення — 38 осіб (2010; 52 у 2002).
Національний склад (станом на 2002 рік):
- естонці — 63 %
- росіяни — 37 %